# Coonoor (Indien)
Coonoor (Tamil: குன்னூர் Kuṉṉūr [ˈkunːuːr]) ist eine etwa 45.000 Einwohner zählende Stadt (Zensus 2011) und der Hauptort eines Subdistrikts (taluk) mit etwa 160.000 Einwohnern in den Nilgiri-Bergen im südindischen Bundesstaat Tamil Nadu. Während der britischen Kolonialzeit diente sie höheren Militärs und Zivilbeamten als Hill Station.

## Lage
Coonoor liegt in den Nilgiri-Bergen in einer Höhe von etwa 1850 m etwa 20 km südöstlich der Stadt Udagamandalam und ist am besten mit der von der UNESCO als Welterbe anerkannten Schmalspurbahn der Nilgiri Mountain Railway zu erreichen.

## Bevölkerung
Die Bevölkerung Coonoors ist ethnisch und sprachlich gemischt: 65 Prozent der Einwohner sprechen Tamil als Muttersprache, 10 Prozent Malayalam, 8 Prozent Telugu, 8 Prozent Kannada bzw. Badaga, 6 Prozent Urdu und 3 Prozent sonstige Sprachen. Auch in religiöser Hinsicht ist die Vielfalt groß: 62 Prozent der Einwohner Coonoors sind Hindus, 24 Prozent  Christen und 13 Prozent Muslime.

## Wirtschaft
Während auf dem Land noch Feldwirtschaft (darunter auch Teeanbau) und in geringen Umfang auch Viehzucht (v. a. Hühner) betrieben wird, dominieren in der Stadt Handwerk, Dienstleistungsgewerbe und der Handel. Die Bevölkerung lebt größtenteils vom Tourismus, der sich seit den 1980er Jahren auch bei den Indern zunehmender Beliebtheit erfreut.

## Geschichte
Wie die Nachbarstadt Ooty, wurde auch Coonoor von den Briten im 19. und in der ersten Hälfte des 20. Jahrhunderts als Hill Station ausgebaut und genutzt.

## Sehenswürdigkeiten
- Die zweitürmige Saint Anthonys Church ist ein durchaus imposanter Bau aus dem Jahr 1886, der eine kleine Vorgängerkirche ersetzt hat.
- Zusätzlich verleihen die anglikanische Saint Georges Church und die Saint Sebastian Church dem Ort eine für Indien ungewohnte Atmosphäre.
- Sehenswert sind auch der innerstädtische Sim’s Park sowie die umliegende Landschaft mit ihren Teeplantagen, Wäldern und Aussichtspunkten.

## Persönlichkeiten
- Charles Power (1878–1953), irischer Hockeyspieler
- Arulappan Amalraj, katholischer Bischof von Ootacamund, 1953 in Coonoor geboren
- Elise Aylen Scott, kanadische Schriftstellerin, 1972 in Coonoor gestorben